# Luigi Ceccarelli
Luigi Ceccarelli, né le 20 avril 1953 à Rimini, est un compositeur italien.

## Biographie
Il a suivi ses études musicales au conservatoire « Gioachino Rossini de Pesaro » dans les années 1970 où il a étudié la musique électronique avec Walter Branchi et la composition avec Giuliano Zosi et Guido Baggiani.
Son activité de compositeur, qui a commencé en 1975, est fortement influencée par la technologie digitale et par la recherche sur la spatialisation du son. En plus de son travail exclusivement musical, beaucoup de ses compositions sont liées au théâtre expérimental, à la danse contemporaine, au cinéma et aux arts visuels.
Après s’être installé à Rome en 1978, il commence une collaboration avec le « Gruppo di lavoro intercodice ALTRO » dirigé par le peintre Achille Perilli. Durant cette période, le contact avec des artistes exerçant d’autres disciplines lui permet de développer un langage musical en étroite relation avec les arts visuels et le théâtre. Avec ce groupe il réalise le spectacle « Aboninable A » représenté au Palais des Expositions à Rome. En 1981, le groupe se transforme en une compagnie de danse sous le nom de Altro Teatro et Luigi Ceccarelli réalise avec la chorégraphe Lucia Latour les spectacles du groupe jusqu’en 1994. Parmi eux, le spectacle « Anihccam », qui est dédié au peintre Futuriste, Fortunato Depero et représenté au Centre Georges Pompidou de Paris, marque le début de la carrière internationale de Luigi Ceccarelli.
En 1994, il réalise le radio-film « La Guerra dei Dischi », avec le texte de Stefano Benni commandé par Rai Radio 3. Cette œuvre marque le début d’une recherche  sur la musique en relation avec le texte récité qui portera le compositeur à réaliser une série d’ œuvres radiophoniques commissionnées par Rai Radio 3.
En 1996, « Birds »,, son œuvre pour clarinette basse et chants d’oiseaux reçoit le premier prix au concours de l’IMEB (Institut international de musique électroacoustique de Bourges – France). Celui-ci invite Luigi Ceccarelli à travailler à Bourges en lui commandant plusieurs œuvres électroacoustiques, parmi lesquelles « De Zarb à Daf », pour percussions iraniennes.
À la fin des années 1990, il fonde Edison Studio, avec les compositeurs  Alessandro Cipriani, Mauro Cardi, Fabio Cifariello Ciardi avec qui il compose les bandes sonores pour films muets des années 1910-1920,. Les bandes sonores réalisées et exécutées en live par les compositeurs eux-mêmes ont été composées pour quatre films importants : Les Derniers Jours de Pompéi, Le Cabinet du docteur Caligari, Chantage, L'Enfer publié sur DVD avec la bande sonore de Edison Studio en 2011 par la Cineteca di Bologna (collana Il cinema ritrovato). Son intérêt  pour le rapport entre musique et film l’amène à réaliser des études sur le cinéma contemporain et il publie sur ce sujet un article sur Eyes Wide Shut de Stanley Kubrick.
À partir des années 2000, il réalise une série de compositions de théâtre musical et d’installations Site-specific dans le cadre du Ravenna Festival, parmi lesquelles "In Die Resurrectionis", pour la Basilique Saint-Vital (Ravenne) et "Bianco Nero Piano Forte", avec les photographes Lelli & Masotti et l’écrivain Mara Cantoni, réalisées à l’intérieur de la Bibliothèque Classense.
Toujours à partir des années 2000, il commence une collaboration artistique avec le Teatro delle Albe qui culmine avec la réalisation de deux œuvres de théâtre musical, L’isola di Alcina et Ouverture Alcina sur un texte de Nevio Spadoni en dialecte romagnol,. Les deux œuvres sont représentées en Italie et dans plusieurs villes européennes (Paris, Berlin, Moscou) et New York. Une autre œuvre de théâtre musical réalisée pendant la même période est le Requiem mis en scène par la compagnie théâtrale Fanny & Alexander et représenté pour la première fois au Ravenna Festival en 2001. Pour cette œuvre, il reçoit en 2002 le prix UBU de la critique musicale du spectacle (attribué pour la première fois à un musicien), le prix du FEST - Belgrade International Theatre Festival (Serbie) et du Mess International Theatre Festival de Sarajevo.
Contemporainement, Luigi Ceccarelli  continue aussi de créer des musiques pour la danse, en composant les musiques pour « Live* » avec la compagnie norvégienne Wee-Francesco Scavetta. À partir de 2009 jusqu’en 2011, il travaille avec la chorégraphe  sud africaine Robyn Orlin et réalise en collaboration avec Alessandro Cipriani les musiques pour plusieurs spectacles de danse contemporaine parmi lesquels "Have you hugged kissed and respected your brown Venus today", représenté au Théâtre de la Ville de Paris et au Grand Théâtre de Luxembourg.
En 2012, il fait la connaissance du contrebassiste Daniele Roccato avec qui il forme un duo d’improvisation dans lequel la contrebasse devient une source sonore pour l’élaboration électronique en temps réel. En 2013, il revient à la composition pour le cinéma et, avec Alessandro Cipriani, il réalise la musique pour le film de Michel Comte The girl from Nagasaki qui est une réélaboration de l’opéra Madame Butterfly qui se déroule dans les années 1960. Le film a été présenté au Festival du film de Sundance en 2014. Les œuvres de Luigi Ceccarelli  sur CD sont  publiées par RaiTrade, CNI, Luca Sossella Éditeur, Edipan, BMG-Ariola, Newtone Gmeb/UNESCO/Cime
Il est titulaire du poste de professeur de composition musicale électronique au Conservatoire de musique de Pérouse depuis 1979,.

## Catalogue d'œuvres sélectif

### Théâtre musical
- "Ouverture Alcina" (2004/2009) - texte Nevio Spadoni, régie Marco Martinelli
- +/- (2009) – mise en scène Luigi De Angelis-Fanny & Alexander
- "Tupac Amaru, la deconquista, il Pachacuti"[3] (1997/2007) - texte Gianni Toti
- "La Mano, de profundis rock" (2005) – texte Luca Doninelli, régie Marco Martinelli
- "Francesca da Rimini" (2004) – texte Nevio Spadoni, régie Elena Bucci
- "Galla Placidia"[3] (2003) – texte Nevio Spadoni, régie Elena Bucci
- "Requiem"[3]] (2001) - régie Luigi de Angelis
- "L’isola di Alcina"[3] (2000) – texte Nevio Spadoni, régie Marco Martinelli
- "Esercizi di Patologia"[3] (1995/1997) – texte Valerio Magrelli
- "Macchine Virtuose"[3] (1993/1994) – mise en scène Gianfranco Lucchino
- "Isla Coco"[3] (1985/1987) - avec ElectraVox Ensemble.
- musique pour "Abominable A" (1979) – avec "Altro, gruppo di lavoro intercodice"

### Musique électroacoustique
- "X-Traces" (2011/2013) – avec Daniele Roccato - pour contrebasse et élaboration électronique en temps réel
- "Il contatore di nuvole" (2012) – pour piano et échantillons de piano préparé
- "I luoghi comuni non sono segnati sulle carte" - avec Edison Studio, texte Marco Martinelli
- "Armonia dell’ascendente" (2011) - avec les moines tibétains du monastère Drepung Loseling
- "Cadenza" (2011) – œuvre acousmatique
- "Birds"[3] (1995/2011) – pour clarinette basse, échantillons de clarinette basse et chants d’oiseaux[25],[26].
- "Quattro pezzi su poesie di Giovanni Pascoli"[3] (2003/2007): Notte d’Inverno, nella Nebbia, l’Uccellino del Freddo, le Rane – pour voix et élaboration électronique, texte de Giovanni Pascoli.
- "Neuromante"[3] (1991/2007) - pour saxophone alto et échantillons de sax
- "Quanti"[3] (1991/2007) - pour clarinette et échantillons de clarinette
- "Anima di Metallo" (1990/2007) - pour trois percussionnistes et sons échantillonnés
- "Exsultet"[3] (1996/2007) - pour cœur de chants grégoriens et élaboration électronique
- "Cadenza esplosa" (2006) - œuvre acousmatique
- "Inferi" (2001) - pour voix et élaboration électronique, texte de Mara Cantoni
- "In die resurrectionis"[3] (1999) - pour chant grégorien et élaboration électronique
- "Respiri"[3] (1999) – pour cor et sons de cor élaborés électroniquement
- "A propos de la chambre à coucher de Philippe II dans l’église de l’Escorial"[3] (1998) - pour voix et sons élaborés électroniquement, texte Valerio Magrelli
- "De zarb a daf"[3] (1996) - pour zarb, daf, et sons de zarb et daf élaborés électroniquement
- "Aracne"[3] (1996) - pour voix et sons élaborés électroniquement, texte Guido Barbieri
- "Luce-ombra"[3] (extrait de "Anihccam") (1989) - pour quatuor à cordes et sons échantillonnés
- "Aleph con zero"[3] (1993/1994) - pour deux piano et deux marimbas et sons échantillonnés
- "Discussione del 3000" (extrait de "Anihccam") (1989) - pour deux percussionnistes et sons échantillonnés
- "Aura in visibile" (1991/1992) - pour flûte, piano et excitateurs de vibrations
- "Etaoin shrdlu"[3], (1985) – pour contrebasse et élaboration électronique, avec Marcello Federici
- "Titanic & Icarus spa"[3], (1984) - pour cymbales, tamtam amplifiés et excitateurs de vibrations
- "Incontro con Rama"[3], (1982) - pour trombone et élaboration électronique en temps réel[27]
- "Koramachine"[3], (1981) - pour violon avec ringmodulation et sept instruments
- "Il contingente cambia colore"[3] (1975) – pour bande magnétique

### Musiques pour le cinéma
- musique pour "The Girl from Nagasaki" (2013) - avec Alessandro Cipriani – film de Michel Comte (2013) éditions M4 Films
- musique pour "Blackmail" (2013) - avec Edison Studio – film de Alfred Hitchcock (1929)
- musique pour "Inferno" (2008) - avec Edison Studio – film de Francesco Bertolini et Adolfo Padovan (1911)
- musique pour "Das Cabinet des Dr Caligari"[3] (2003) – avec Edison Studio – film de Robert Wiene (1919)
- musique pour "Gli Ultimi Giorni di Pompei"[3] (2001) – avec Edison Studio – film de Eleuterio Ridolfi (1913)
- musique pour "Opus II"[3] (1997) – film de Walter Ruttmann (1921)
- musique pour "Filmstudie"[3] (1997) – film de Hans Richter (1926)

### Œuvres audiovisuelles et installations
- "Pic" (2009/2011)) – vidéo
- "Bianco Nero Piano Forte"[3] (2000/2009) – installation – texte de Mara Cantoni, photos de Lelli & Masotti

### Œuvres radiophoniques
- musique pour "La Comédie des vanités"[3] (1998) – de Elias Canetti, adaptation et régie de Giorgio Pressburgher
- "I Viaggi in Tasca", 20 luoghi mentali[3] (1995) – texte de Valerio Magrelli
- "La Guerra dei Dischi"[3] (1994) – texte de Stefano Benni

### Musiques pour la danse
- musique pour "… Have you hugged, kissed and respected your brown Venus today?" (2011) – avec Alessandro Cipriani – chorégraphe Robyn Orlin
- "Strangely Enough" (2010) – avec Daniele Roccato – chorégraphe Francesco Scavetta
- musique pour "With astonishment I note the dog (revisited)" (2009) – avec Alessandro Cipriani – chorégraphe Robyn Orlin
- "Hey dude, let’s stick around a bit longer this time" (2005/2008) – chorégraphe Francesco Scavetta
- musique pour "A Glimpse of Hope" (2008) – chorégraphes Simone Sandroni, Lenka Flory
- musique pour "Margine Buio" (2007) – chorégraphe Simone Sandroni, Lenka Flory
- "Live* "[3] (2002) – chorégraphe Francesco Scavetta
- musique pour "Tre Soli Italiani"[3] (2000) – chorégraphes Francesco Scavetta, Monica Francia, Antonio Montanile
- "Naturalmente Tua"[3] (1992) – chorégraphe Lucia Latour
- "Anihccam"[4],[3], (1989) – chorégraphe Lucia Latour
- "On y Tombe on n’y Tombe" (1988) – avec Luca Spagnoletti – chorégraphe Lucia Latour
- "Frilli Troupe" (1986) – avec Luca Spagnoletti – chorégraphe Lucia Latour
- "La Lu La" (1984) – chorégraphe Lucia Latour
- "Spatium Teca" (1982) – chorégraphe Lucia Latour
- "Porte à Faux"[3], (1981) – chorégraphe Lucia Latour

## Discographie sélective

### CD monographiques
- "La Mano" (2006)– éditions Luca Sossella  (ISBN 88-89829-04-4)
- "Exsultet" (2005) – éditions Rai Trade RTC006
- "L’isola di Alcina" (2000) – éditions Ravenna Teatro CD 01/00
- "Macchine Virtuose" (1996) - éditions Edipan CCD 3062
- "La guerra dei Dischi/Naturalmente Tua" (1995) – éditions Edipan CCD 3054
- "Anihccam"[3],[4] (1992) – éditions BMG-Ariola CCD 3005

### CD et DVD avec Edison Studio
- "Inferno" (2011) – DVD éditions Il Cinema Ritrovato – Cinémathèque de Bologne[13]
- "Edison Studio" (2007) – DVD éditions Auditorium EdiLDC278 1139/40
- "Zarbing" (2005) – CD éditions La Frontiera LFDL 18401 – RaiTrade RTP00902005

## Filmographie
- 1991 : Le diaboliche de Luigi Russo
- 1992 : In camera mia de Luciano Martino
- 1992 : Un ours nommé Arthur (Un orso chiamato Arturo) de Sergio Martino